# Rose Modesto
Rosiane Modesto de Oliveira (Fátima do Sul, 20 de fevereiro de 1978) é uma política e professora brasileira que serviu como a 9.ª Vice-governadora do Mato Grosso do Sul de 2015 a 2019 e a primeira pessoa a ocupar o cargo na Secretaria de Estado de Direitos Humanos, Assistência Social e Trabalho de Mato Grosso do Sul no governo Azambuja de 2015 a 2016. Em 2024, anunciou sua pré-candidatura a prefeitura de Campo Grande nas eleições municipais de 2024.

## Vida pessoal
Natural de Fátima do Sul, é a caçula de cinco filhos de um casal de agricultores. Seu irmão, Rinaldo Modesto, é deputado estadual. Rose foi criada em Culturama desde seu nascimento até 1984, quando sua família mudou-se para Campo Grande. Em 1999, iniciou o curso de graduação de história na Universidade Católica Dom Bosco (UCDB). Após concluir a graduação, passou a dar aulas em escolas da rede pública de Campo Grande.
Começou a fazer trabalhos sociais na Escola Municipal Padre Tomaz Girardelli, onde reuniu seus alunos e criou o projeto "Aprendendo com Música", e, posteriormente, o projeto "Tocando em Frente", que atualmente disponibilizam aulas de artes, esportes e reforço escolar.

## Carreira política
Em 2008, foi eleita vereadora de Campo Grande com 7.536 votos (1,87%). Em 2012, reelegeu-se com 10.813 votos (2,50%), sendo a segunda mais votada.
Em 26 de junho de 2014, foi anunciado que Rose seria candidata a vice-governadora nas eleições estaduais daquele ano da coligação "Novo Tempo", encabeçada por Reinaldo Azambuja, também do PSDB. A coligação teve o apoio de seis partidos e tinha o segundo maior tempo de televisão. Em 6 de outubro, Reinaldo e Rose foram classificados para o segundo turno com 39,09% dos votos válidos. Em 26 de outubro, eles foram eleitos com 741.516 votos, equivalente a 55,34% dos votos válidos.
Em 1º de janeiro de 2015, tomou posse como vice-governadora de Mato Grosso do Sul, sucedendo Simone Tebet. Além das funções de vice-governadora, também foi nomeada secretária de estado de Direitos Humanos, Assistência Social e Trabalho, deixando o cargo em abril de 2016, para disputar a indicação do partido para a candidatura à prefeitura de Campo Grande.
Foi oficializada como pré-candidata em abril e formalizada como candidata em julho, tendo o empresário e diretor superintendente do Serviço Brasileiro de Apoio às Micro e Pequenas Empresas em Mato Grosso do Sul (Sebrae-MS), como vice na chapa. Ambos foram classificados a disputar o segundo turno com 26,62% dos votos válidos, mas foram derrotados por uma diferença de 72.216 votos.
No início de 2018, declarou que não disputaria a reeleição como vice-governadora. Em agosto, foi lançada pelo partido para disputar uma cadeira na Câmara dos Deputados, sendo eleita com 120.901 votos, a maior votação proporcional.
Nas eleições de 2022, Rose concorreu ao cargo de governadora de Mato Grosso do Sul pelo União Brasil (UNIÃO). Com as urnas totalizadas, ela recebeu 178.599 votos, ficando em 4.º lugar e fora do segundo turno disputado por Capitão Contar (PRTB) e Eduardo Riedel (PSDB).
Rose concorreu a prefeito de Campo Grande (MS) em 2024, pelo UNIÃO. Chegou ao segundo turno em segundo lugar, o qual foi disputado contra a atual prefeita, Adriane Lopes (PP), sendo que esta última recebeu apoio da senadora Tereza Cristina e do ex-presidente Jair Bolsonaro. Rose Modesto perdeu por uma diferença de 12.587 votos, ao receber 48,55% dos votos válidos. Um dos fatores que colaborou para tornar nacionalmente conhecida a candidatura de Rose, no segundo turno, foi o inesperado apoio de Pablo Marçal, candidato derrotado à Prefeitura de São Paulo, que tentou mostrar sua força política ao apoiar a candidata do União Brasil, em oposição ao apoio de Bolsonaro à adversária Adriane Lopes, mas não obteve sucesso.

### Desempenho em eleições
| Ano  | Eleição                        | Partido | Cargo                                              | Votos   | %                  | Resultado  | Ref    |
| ---- | ------------------------------ | ------- | -------------------------------------------------- | ------- | ------------------ | ---------- | ------ |
| 2008 | Municipal de Campo Grande      | PSDB    | Vereadora                                          | 7.536   | 1,87%              | Eleita     | [ 11 ] |
| 2012 | Municipal de Campo Grande      | PSDB    | Vereadora                                          | 10.813  | 2,50%              | Eleita     | [ 10 ] |
| 2014 | Estadual do Mato Grosso do Sul | PSDB    | Vice-governadora Titular: Reinaldo Azambuja (PSDB) | 516.744 | 39,09% (1.º Turno) | Eleita     | [ 16 ] |
| 2014 | Estadual do Mato Grosso do Sul | PSDB    | Vice-governadora Titular: Reinaldo Azambuja (PSDB) | 741.516 | 55,34% (2.º Turno) |            | [ 16 ] |
| 2016 | Municipal de Campo Grande      | PSDB    | Prefeita                                           | 113.738 | 26,62% (1.º Turno) | Não eleita | [ 24 ] |
| 2016 | Municipal de Campo Grande      | PSDB    | Prefeita                                           | 169.660 | 41,63% (2.º Turno) |            | [ 24 ] |
| 2018 | Estadual do Mato Grosso do Sul | PSDB    | Deputada federal                                   | 120.901 | 9,75%              | Eleita     | [ 28 ] |
| 2022 | Estadual do Mato Grosso do Sul | UNIÃO   | Governadora                                        | 178.599 | 12,42% (4.º Lugar) | Não eleita | [ 29 ] |
| 2024 | Municipal de Campo Grande      | UNIÃO   | Prefeita                                           | 131.525 | 29,56% (1.º Turno) | Não eleita | [ 30 ] |
| 2024 | Municipal de Campo Grande      | UNIÃO   | Prefeita                                           | 210.112 | 48,55% (2.º Turno) | Não eleita | [ 30 ] |

### Polêmicas, denúncias e processos judiciais
Em maio de 2016, o procurador-geral de Justiça do Estado, Paulo Passos, solicitou no Tribunal de Justiça a abertura de uma investigação contra a vice-governadora no âmbito da Operação Coffee Break, que investiga um suposto esquema de corrupção no processo de cassação de Alcides Bernal como prefeito de Campo Grande em 2014. Na época, Rose era vereadora da capital e votou pela cassação do mandato do prefeito, justificando que seu voto havia sido técnico e baseado nos dados da Comissão Processante. Em relação ao procedimento apresentado por Passos, ela declarou: "Em momento algum meu voto foi condicionado a qualquer tipo de benefício, seja de cargo ou de recurso financeiro."
Em julho de 2016, o procurador-geral de Justiça do estado solicitou a quebra dos sigilos bancários e fiscal da vice-governadora. Ela negou a publicidade dos dados e suas certidões negativas foram disponibilizadas no site de campanha; Em agosto, ao registrar a candidatura à prefeitura de Campo Grande, Rose disse não saber quanto declarou em bens e afirmou que ganhava pouco. Segundo o Portal da Transparência, a vice-governadora tem um vencimento de R$ 24.376,89, recebendo um valor líquido de R$ 18.170,67.